# Dimasz Kudajbiergen
Dimasz Kudajbiergen (kaz. Димаш Құдайберген), właśc. Dіnmuchammied Kanatuły Kudajbiergen (kaz. Дінмұхаммед Қанатұлы Құдайберген; ur. 24 maja 1994 w Aktobe) – kazachski piosenkarz, autor tekstów oraz multiinstrumentalista. Posiada wykształcenie wyższe z muzyki klasycznej, a także współczesnej. Jest znany ze swojej sześciooktawowej skali głosu, od D2 do D8, czyli od niskiego basu do dźwięków ponad sopranem. Kudaibergen wykonuje piosenki w 14 językach: swoim ojczystym kazachskim, rosyjskim, mandaryńskim, angielskim, francuskim, ukraińskim, włoskim, tureckim, serbskim, kirgiskim, niemieckim, hiszpańskim oraz arabskim i japońskim.

## Działalność charytatywna
Dimash Kudaibergen zaangażował się w wiele akcji charytatywnych, między innymi:
- W 2015 roku wystąpił na Grand Charity Ball organizowanym przez Alpamys Sharimov Foundation na rzecz dzieci z zaburzeniami słuchu i mowy[6].
- Wspólnie z kazachskim piosenkarzem popowym Dosymzhan’em Tanatarov’em wystąpił na koncercie „From Heart to Heart”, z którego dochód przeznaczony był dla 5-letniej dziewczynki- Aizere Maksatovna, aby zapewnić jej niezbędną opiekę medyczną[7].
- W 2016 r. Dimash zagrał koncert „Unforgettable Day” w Aktobe na rzecz lokalnej organizacji charytatywnej[8].
- Wystąpił podczas wieczoru charytatywnego „100 Grandmas and Grandpas” w Kazachstanie. Gośćmi honorowymi byli starsi ludzie z lokalnych domów spokojnej starości. Zyski zostały przeznaczone na pomoc społeczną, ekonomiczną i medyczną dla starszych mieszkańców[9].
- Dla miejscowej szkoły z internatem dla uczniów z dysfunkcją wzroku zatańczył i zaśpiewał na Grand Charity Ball 2016 w Uralsku w Kazachstanie[10].
- Swoją obecnością Kudaibergen uświetnił koncert charytatywny Chinese National Wind w Pekinie, z którego środki przeznaczono na prowadzenie zajęć muzycznych w wiejskich chińskich szkołach podstawowych, na które nie było ich stać.[11][12]
- Dimash wystąpił także na imprezie Villa International „Beauty Touching” która była organizowana wspólnie przez China Children Teenagers Found oraz „Bridge Culture”[13].
- Wokalista został ambasadorem projektu „Listen Project” fundacji Development Foundation China Trust Fund, która zapewnia aparaty słuchowe i edukację dzieciom z zaburzeniami słuchu[14].
- Wystąpił podczas Gali Otwarcia Fundacji „Snow Leopard Foundation”, której celem jest ochrona środowiska naturalnego[15].
- W 2017 roku, podczas Top Chinese Music Awards 2017 podarował na aukcję swój garnitur z pierwszego występu w konkursie Hunan Television Singer 2017, z którego sprzedaży zyski przekazano na rzecz Fundacji Opieki nad Dziećmi[16].
- Również w 2017 roku został zaproszony przez Evę Longorię i Honorowego Przewodniczącego Global Gift Foundation, aby wystąpić charytatywnie w Paryżu i Cannes, na co się zgodził[17][18].
- 19 listopada 2018 roku dał koncert solowy w Londynie podczas Wielkich Dni Kultury Kazachstanu. Dochody zostały przekazane na sponsorowanie udziału młodzieży z Kazachstanu w prestiżowych konkursach międzynarodowych[19].
- W ramach Szanghajskiego Dnia Adopcji Zwierząt 2019 wspierał inicjatywę „Love is Home”, której celem jest poprawa świadomości na temat bezpańskich zwierząt oraz adopcji tychże[20].
- W swoje 25 urodziny odwiedził dom opieki dla osób starszych i niepełnosprawnych w rodzinnym mieście Aktobe. Przyniósł prezenty i spędzał czas z mieszkańcami. Zaśpiewał dla nich również a cappella. Od czasów szkolnych jest to jego urodzinowym zwyczajem[21].
- Kiedy przebywał w rosyjskim mieście Kazań z powodu występu na WorldSkills 2019, odwiedził lokalne hospicjum dla dzieci, aby zobaczyć poważnie chorą fankę, która nie mogła wziąć udziału w koncercie Kudaibergen’a z powodu chemioterapii[22].
- Na kilka dni przed jego koncertem „Arnau” z 29 czerwca 2019 w Astanie w Kazachstanie doszło do wybuchów, w których zginęli i zostali ranni ludzie. Dimash przekazał ofiarom i ich rodzinom część zysków z koncertu[23].
- Podczas pandemii koronawirusa w 2020 roku dostarczył 102 potrzebującym rodzinom w Nur-Sultan i Aktobe 5 ton żywności[24].